# 西場駅
西場駅（せいじょうえき、仮名転写：シーチャンえき）は、中華人民共和国広東省広州市茘湾区環市西路と東風西路にある広州地下鉄5号線の駅である。

## 利用可能な鉄道路線
- 広州市地下鉄道総合公司

■5号線

## 駅構造
- 島式ホーム1面2線を有する地下駅。開業当初からホームドア設置。

| 5号線ホーム | ←■5号線 滘口方面     |
| 5号線ホーム | 島式ホーム           |
| 5号線ホーム | ■5号線 黄埔新港方面→ |

## 歴史
- 2009年12月28日 - 5号線が開業。

## 隣の駅
- ■5号線

中山八駅 - 西場駅 - 西村駅